# Lập trình khái niệm
Lập trình khái niệm (tiếng Anh: concept programming) là một mẫu hình lập trình tập trung vào cách mà các khái niệm, vốn hiện diện trong tâm trí của lập trình viên, chuyển thành các đạo diện được tìm thấy trong không gian mã. Cách tiếp cận này được giới thiệu vào năm 2001 bởi Christophe de Dinechin với ngôn ngữ lập trình XL.

## Dự án tương tự
Có những dự án khai thác những ý tưởng tương tự để tạo ra mã có mức trừu tượng cao hơn. Trong số đó là:
- Lập trình có chủ ý
- Lập trình hướng ngôn ngữ
- Lập trình học thức
- Kiến trúc định hướng mô hình